# Essiac
L'ESSIAC (conosciuta anche come Caisse Formula) è una miscela di erbe usata per preparare un decotto, da alcuni ritenuto avere presunte proprietà anti-tumorali. Non esistono prove scientifiche di efficacia a supporto di tali affermazioni.

## Storia
La miscela venne ideata da un'infermiera canadese, Rene Caisse, che coniò il termine leggendo il suo nome al contrario. Ella affermò che la formula originale le fu data da un nativo Ojibway, e conterrebbe acetosa, scorza interna di olmo viscido, radici di bardana e di rabarbaro indiano.
Gli studi scientifici realizzati per sperimentare l'efficacia della tisana come anticancro non hanno dimostrato effetti antitumorali, e non hanno escluso la presenza di effetti collaterali. I supposti effetti benefici sono stati analizzati dalle maggiori istituzioni scientifiche e mediche inclusa la Food and Drug Administration, il National Cancer Institute, e l'American Cancer Society. Tutte queste istituzioni hanno concluso che non esistono prove che l'Essiac abbia una qualche effetto benefico contro il cancro. La Food and Drug Administration parla esplicitamente dell'Essiac come di una finta cura contro il cancro.
Studi in vitro hanno rilevato un aumento nella proliferazione di cellule tumorali esposte ai principi attivi dell'Essiac..
Nel 2009 uno studio review, analizzando le decine di ricerche precedenti, ha concluso che non vi sono prove né di laboratorio né cliniche di efficacia e sicurezza della tisana Essiac.